# Agnete Kjølsrud
Agnete Maria Forfang Kjølsrud (Oslo, Noruega, 1 de diciembre de 1976) es una cantante y música noruega. Conocida por haber sido la vocalista de la  banda de rock/metal alternativo Animal Alpha entre los años 2002-2009.
En el año 2013, cantó la canción Get Jinxed para el juego League of Legends, canción cuyo video musical ha alcanzado las 100 millones de visitas en la plataforma YouTube.

## Discografía

### Con Animal Alpha
Álbumes de estudio
- Pheromones (2005)
- You Pay for the Whole Seat, but You'll Only Need the Edge (2008)

### Con Djerv
Álbumes de estudio
- Djerv (2011)
- We Don`t Hang No More (2020)

## Colaboraciones

### Con Dimmu Borgir
- Abrahadabra (2010) - Voces en tracks 3, 10